# Parabrulleia linorum
Parabrulleia linorum är en stekelart som beskrevs av Chou och Hsu 1998. Parabrulleia linorum ingår i släktet Parabrulleia och familjen bracksteklar. Inga underarter finns listade i Catalogue of Life.